# Сан-Педру-де-Ваде
Сан-Педру-де-Ваде (порт. São Pedro de Vade)  —  район (фрегезия) в Португалии,  входит в округ Виана-ду-Каштелу. Является составной частью муниципалитета  Понте-да-Барка. По старому административному делению входил в провинцию Минью. Входит в экономико-статистический  субрегион Минью-Лима, который входит в Северный регион. Население составляет 288 человек на 2001 год. Занимает площадь 2,70 км².